# Марк Юний Силан (консул 25 года до н. э.)
Марк Ю́ний Сила́н (лат. Marcus Iunius Silanus; умер после 12 года до н. э.) — древнеримский государственный деятель из плебейского рода Юниев Силанов, ординарный консул 25 года до н. э.

## Биография
Марк принадлежал к знатному плебейскому роду Юниев Силанов и, согласно Рональду Сайму, приходился сыном проконсулу Азии в 76 году до н. э., который носил такой же преномен. Марк Юний-старший приходился братом всем трём Юниям: Приме, Секунде и Терции. Известно, что матерью Марка Юния-младшего являлась некая Семпрония.
После убийства Цезаря в 44 г. до н. э. находился при Лепиде в качестве военного трибуна в Нарбонской Галлии. В следующем году Лепид отправил его во главе военного отряда под Мутину, где Марк Антоний осадил Децима Брута, однако Силан не получил от Лепида четкого приказа на чью сторону встать. В битве под Мутиной принял участие на стороне Антония и после поражения последнего вернулся к Лепиду, который заявил, что Силан действовал по собственной инициативе.
В 39 г. до н. э. присоединился к мятежу Секста Помпея на Сицилии. Скорее всего, это стало результатом того, что Силан оказался в списках преследуемых после Перузинской войны. Впрочем, в этом же году, по результатам Мизенского соглашения между триумвирами и Секстом Помпеем, Силан был восстановлен в правах и получил возможность вернуться на службу к Антонию.
С 34 по 32 г. до н. э. служил в Македонии в должности квестора. В это же время был избран авгуром.
В 31 г. до н. э. незадолго до битвы при Акции из-за конфликта с Клеопатрой перешёл на сторону Октавиана.
В 29 г. до н. э. Октавиан сделал его патрицием, а в 25 г. до н. э. Силан стал консулом вместе с Октавианом.
В 16—12 годах до н. э. Марк Юний в качестве проконсула управлял Азией.

## Семья
Благодаря одной надписи (IG VII 1851) известно, что Марк Юний был женат на Криспине (ум. после 32 до н. э.), предполагаемой дочери квестора около 69 года до н. э. Тита Криспина. Родившийся в этом браке сын, Марк Юний Силан, по-видимому, умер рано, поскольку не занимал никаких должностей. Его внук Марк Юний Силан Торкват был ординарным консулом в 19 году.